# Поселье (Забайкальский край)
Поселье — село в Карымском районе Забайкальского края России. Входит в состав сельского поселения «Урульгинское».

## География
Село находится в восточной части района, на левом берегу реки Ингоды, вблизи места впадения в неё реки Жипкоши, на расстоянии примерно 28 километров (по прямой) к северо-востоку от посёлка городского типа Карымское. Абсолютная высота — 655 метров над уровнем моря. Площадь населенного пункта составляет 3,447 км².
Климат
Климат характеризуется как резко континентальный, с суровой малоснежной зимой и коротким относительно тёплым летом. Средняя температура самого холодного месяца (января) составляет −27,2°С, температура самого тёплого (июля) — 20,5°С. Среднегодовое количество атмосферных осадков составляет 328 мм.
Часовой пояс
Село Поселье находится в часовой зоне МСК+6. Смещение применяемого времени относительно UTC составляет +9:00.

## История
Населенный пункт был основан в 1677 году оседлыми тунгусами князя Гантимура и первоначально назывался Княжепоселье. В 1822 году поселение вошло в состав Урульгинской инородной управы Урульгинской степной Думы.

## Население
| 1852 | 1989 | 2002 | 2010 | 2021 |
| ---- | ---- | ---- | ---- | ---- |
| 114  | ↗418 | ↘374 | ↘311 | ↗360 |

Половой состав
По данным Всероссийской переписи населения 2010 года в гендерной структуре населения мужчины составляли 49,2 %, женщины — соответственно 50,8 %.
Национальный состав
Согласно результатам переписи 2002 года, в национальной структуре населения русские составляли 98 % из 374 чел.

## Инфраструктура
В селе функционирует фельдшерско-акушерский пункт.

## Улицы
Уличная сеть села состоит из пяти улиц.